# Martinho de Zamora
Martinho de Zamora (né à Zamora, Espagne ou au Portugal, et mort à Lisbonne le 6 décembre 1383) est un pseudo-cardinal portugais du XIVe siècle créé par l'antipape d'Avignon Clément VII .

## Biographie
Zamora est prieur de l'église de Vimara dans le diocèse de Braga. En 1373 il est nommé évêque de Silves et est transféré à Lisbonne en 1379. 
L'antipape Clément VII le crée cardinal lors du consistoire du 23 décembre 1383, mais il est tué dès le 6 décembre pendant une insurrection à Lisbonne, la nouvelle de sa mort n'ayant pas encore atteint Avignon.